# Граф Ормонд

Герб Батлеров, графов и маркизов Ормонд

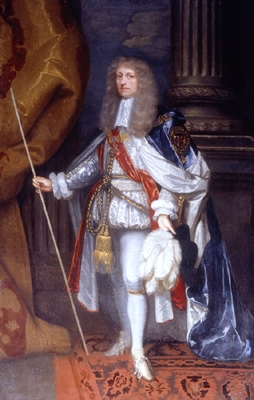
Джеймс Батлер, 1-й герцог Ормонд, портрет работы Джона Майкла Райта, 1680 год

Граф Ормонд — наследственный аристократический титул пэра Ирландии. Титул создавался три раза. Первоначально он был создан в 1328 году для Джеймса Батлера (ок. 1305—1337), главного виночерпия Ирландии. Пятый граф Ормонд получил титул графа Уилтшира в 1449 году, став пэром Англии, но в 1461 году был лишён титула. В 1528 году Пирс Батлер, 8-й граф Ормонд, вынужден был отказаться от своего титула, получив взамен титул графа Оссори. Титулы графа Ормонда и Уилтшира получил Томас Болейн, отец Анны Болейн, фаворитки короля Англии Генриха VIII Тюдора. Томас Болейн претендовал на этот титул, будучи сыном Маргарет Батлер, дочери и сонаследницы Томаса Батлера, 7-го графа Ормонда. Томас Болейн был дедом королевы Англии Елизаветы I Тюдор. После смерти Томаса Болейна и казни его сына Джорджа, виконта Рочфорда, титул графа Ормонда в Англии не использовался.
22 февраля 1538 года Пирс Батлер вторично получил титул графа Ормонда, сохранив за собой полученный ранее титул графа Оссори. Джеймс Батлер, 12-й граф Ормонд (1610—1688), получил титулы маркиза Ормонда (1642) и герцога Ормонда (1660), став пэром Ирландии. В 1682 году для него был создан титул герцога Ормонда (пэрство Англии).

## История
Первым представителем рода стал Теобальд Уолтер, 1-й барон Батлер (ум. 1206). Он был сыном рыцаря сэра Харви Уолтера (Hervey Walter) и Матильды де Валонье (Matilda de Valognes). Хьюберт Уолтер, старший брат Теобальда, являлся архиепископом Кентерберийским (1193—1205). Теобальд Уолтер также занимал должность главного дворецкого Англии и шерифа графства Ланкашир в 1194 году. Он участвовал в походах короля Генриха II Плантагенета и его сына Иоанна в Ирландию, где он получил от него крупные земельные владения. Теобальд Уолтер получил титул главного виночерпия Ирландии и барона Батлера. Его потомки сохранили за собой эти титулы. В 1315 году для Эдмунда Батлера (ок. 1270—1321), 6-го главного виночерпия Ирландии, был создан титул графа Каррика. В 1321 году после смерти Эдмунда Батлера его старший сын Джеймс Батлер (ок. 1305—1337) получил только титул главного виночерпия Ирландии, но был лишён титула графа Каррика. В 1328 году ему был пожалован титул 1-го графа Ормонда.
В 1661 году его потомок Джеймс Батлер, 12-й граф Ормонд (1610—1688) получил титул герцога Ормонда (пэрство Ирландии). Вспомогательные титулы герцога Ормонда: граф Брекнок (1660) и барон Батлер (1660) в пэрстве Англии, граф Ормонд (1328), граф Оссори (1538) и виконт Тёрлс (1536) — пэрство Ирландии. Джеймс Батлер, 2-й герцог Ормонд (1665—1745) был лишён титулов пэра Англия (герцог Ормонд, граф Батлер) и пэра Шотландии (лорд Дингуолл), но сохранил за собой пэрские титулы Ирландии (герцог Ормонд и граф Оссори). В 1758 году после смерти 3-го Чарльза Батлера, де-юре 3-го герцога Ормонда, не оставившего потомства, титулы герцога Ормонда и маркиза Ормонда угасли.
В 1816 году был создан титул маркиза Ормонда (пэрство Ирландии) для Уолтера Батлера, 11-го графа Ормонда (1770—1820). Ему наследовал младший брат Джейцмс Батлер, 12-й граф Ормонд (1777—1838), который в 1825 году получил титул маркиза Ормонда (пэрство Соединённого королевства).
В 1997 году после смерти Джеймса Батлера, 7-го маркиза Ормонда и 25-го графа Ормонда (1899—1997), не имевшего сыновей, титул маркиза Батлера и графа Батлера пресёкся.

## Бароны Батлеры
- Теобальд Уолтер (ум. 1205/1206), 1-й главный виночерпий Ирландии, 1-й барон Батлер
- Теобальд Батлер (ле Ботиллер) (1201 — 19 июля 1230), 2-й главный виночерпий Ирландии, 2-й барон Батлер, сын предыдущего
- Теобальд Батлер (ок. 1224—1248), 3-й главный виночерпий Ирландии, 3-й барон Батлер, сын предыдущего
- Теобальд Батлер (ок. 1242 — 26 сентября 1285), 4-й главный виночерпий Ирландии, 4-й барон Батлер, сын предыдущего
- Теобальд Батлер (1269 — 14 мая 1299), 5-й главный виночерпий Ирландии, 5-й барон Батлер, старший сын предыдущего
- Эдмунд Батлер (ок. 1270 — 13 сентября 1321), 6-й главный виночерпий Ирландии, 6-й барон Батлер, с 1315 года — граф Каррик, второй сын Теобальда Батлера, 4-го барона Батлера. Юстициарий Ирландии (с 1303 года)
- Джеймс Батлер (ок. 1305 — 6 января 1337), 7-й главный виночерпий Ирландии и 7-й барон Батлер (1321—1337), с 1328 года — 1-й граф Ормонд. Старший сын предыдущего

## Графы Ормонд, первая креация (1328)
- 1328—1337: Джеймс Батлер, 1-й граф Ормонд (ок. 1305 — 6 января 1337), старший сын Эдмунда Батлера, 1-го графа Каррика
- 1337—1382: Джеймс Батлер, 2-й граф Ормонд (4 октября 1331 — 18 октября 1382), сын предыдущего
- 1382—1405: Джеймс Батлер, 3-й граф Ормонд (ок. 1359 — 7 сентября 1405), старший сын 2-го графа Ормонда
- 1405—1452: Джеймс Батлер, 4-й граф Ормонд (23 мая 1392 — 22 и 23 августа 1452), старший сын предыдущего
- 1452—1461: Джеймс Батлер, 5-й граф Ормонд (1420 — 1 мая 1461), старший сын 4-го графа Ормонда, умер бездетным. Также 1-й граф Уилтшир (1449—1461), лорд-казначей Англии (1445, 1458—1460).
- 1461—1476: Джон Батлер, 6-й граф Ормонд (1422 — 14 декабря 1476), второй сын 4-го графа Ормонда. Умер неженатым
- 1476—1515: Томас Батлер, 7-й граф Ормонд (ок. 1426 — 3 августа 1515), третий сын 4-го графа Ормонда
- 1515—1528: Пирс Батлер, 8-й граф Ормонд (1467 — 26 августа 1539), также 1-й граф Оссори (1528—1539), сын сэра Джеймса Батлера из Полестауна (ум. 1487), потомка Джеймса Батлера, 3-го графа Ормонда

## Графы Ормонд, вторая креация (1529)
- 1529—1539: Томас Болейн, 1-й граф Уилтшир и 1-й граф Ормонд (ок. 1477 — 12 марта 1539), старший сын сэра Уильяма Болейна из Бликлинга и леди Маргарет Батлер, дочери 7-го графа Ормонда

## Графы Ормонд, возвращение к первой креации (1538)
- 1538—1539: Пирс Батлер, 8-й граф Ормонд (1467 — 26 августа 1539), также 1-й граф Оссори (1528—1539), сын сэра Джеймса Батлера из Полестауна (ум. 1487), потомка Джеймса Батлера, 3-го графа Ормонда
- 1539—1546: Джеймс Батлер, 9-й граф Ормонд и 2-й граф Оссори (1496 — 28 октября 1546), также 1-й виконт Терлс с 1536 года, сын и преемник Писа Батлера, 8-го графа Ормонда
- 1546—1614: Томас Батлер, 10-й граф Ормонд, 3-й граф Оссори и 2-й виконт Терлс (ок. 1531 — 22 ноября 1614), старший сын предыдущего
- 1614—1632: Уолтер Батлер, 11-й граф Ормонд, 4-й граф Оссори (1569 — 24 февраля 1632), сын Джона Батлера (ум. 1570) и внук Джеймса Батлера, 9-го графа Ормонда
  - Томас Батлер, виконт Терлс (до 1596 — 15 декабря 1619), старший сын 11-го графа Ормонда, умер при жизни отца
- 1632—1688: Джеймс Батлер, 12-й граф Ормонд и 5-й граф Оссори (19 октября 1610 — 21 июля 1688), старший сын Томаса Батлера, виконта Терлса, и внук 11-го графа Ормонда. С 1661 года — герцог Ормонд.

## Герцоги Ормонд (1661, Ирландия и 1682, Англия)
- 1661—1688: Джеймс Батлер, 1-й герцог Ормонд (19 октября 1610 — 21 июля 1688), старший сын Томаса Батлера, виконта Терлса, и внук Уолтера Батлера, 11-го графа Ормонда. Также носил титулы: 12-й граф Ормонд (1634—1688), 5-й граф Оссори (1634—1688), 1-й маркиз Ормонд (1642—1688), 1-й граф Брекнок (1660—1688), 1-й герцог Ормонд (пэрство Ирландия, 1661—1688), 1-й герцог Ормонд (пэрство Англия, 1682—1688), лорд-лейтенант Ирландии (1643—1646, 1648—1649, 1662—1668, 1677—1685).
  - Томас Батлер, виконт Терлс (ок. 1632—1633), старший сын 1-го герцога
  - Томас Батлер, граф Оссори (8 июля 1634 — 30 июля 1680), второй сын 1-го герцога
- 1688—1745: Джеймс Батлер, 2-й герцог Ормонд (29 апреля 1665 — 16 ноября 1745), старший сын Томаса Батлера, графа Оссори, и внук 1-го герцога Ормонда. Также носил титулы: 13-й граф Ормонд, 7-й граф Оссори и 2-й барон Батлер. В 1715 году он был лишен титулов герцога Ормонда (пэрство Англия), барона Батлера (пэрство Англия) и лорда Дингуолла (пэрство Шотландия), но сохранил за собой титулы в пэрстве Ирландия. Лорд-лейтенант Ирландии (1703—1707, 1710—1713).
- 1745—1758: Чарльз Батлер, 3-й герцог Ормонд (29 августа 1671 — 17 декабря 1758), младший сын Томаса Батлера, графа Оссори, брат предыдущего. Также носил титулы: 1-й граф Арран (1693—1758) и 1-й барон Батлер (1694—1758). Был женат, но скончался, не оставив потомства.

## Графы Ормонд, третья креация (1760)
- 1760—1766: Джон Батлер, 15-й граф Ормонд и 9-й граф Оссори (де-юре) (до 1744 — 24 июня 1766), сын полковника Томаса Батлера из Гаррикена (ум. 1738) и потомок Уолтера Батлера, 11-го графа Ормонда.
- 1766—1783: Уолтер Батлер, 16-й граф Ормонд и 10-й граф Оссори (де-юре) (10 июня 1703 — 2 июня 1783), сын Джона Батлера из Гаррикена, второго сына Уолтера и брата полковника Томаса, внучатый племянник 1-го герцога Ормонда
- 1783—1795: Джон Батлер, 17-й граф Ормонд и 11-й граф Оссори (10 декабря 1740 — 25 декабря 1795), сын и преемник 16-го графа Ормонда
- 1795—1820: Уолтер Батлер, 18-й граф Ормонд и 12-й граф Оссори (5 февраля 1770 — 10 августа 1820), старший сын предыдущего, с 1816 года — маркиз Ормонд.

## Маркизы Ормонд (1816)
- 1816—1820: Уолтер Батлер, 1-й маркиз Ормонд, 18-й граф Ормонд и 12-й граф Оссори (5 февраля 1770 — 10 августа 1820), старший сын Джона Батлера, 17-го графа Ормонда, также носил титулы: 18-й граф Ормонд и 11-й граф Оссори (1795—1820).

## Графы Ормонд, третья креация (1820)
- 1820—1838: Уондсфорд Джеймс Батлер, 19-й граф Ормонд и 13-й граф Оссори (15 июля 1777 — 18 мая 1838), второй сын Джона Батлера, 17-го графа Ормонда. Также 1-й барон Ормонд (1821—1838) и 1-й маркиз Ормонд (1825—1838).

## Маркизы Ормонд (1825)
- 1825—1838: Джеймс Батлер, 1-й маркиз Ормонд, 19-й граф Ормонд и 13-й граф Оссори (15 июля 1777 — 18 мая 1838), второй сын Джона Батлера, 17-го графа Ормонда
- 1838—1854: Джон Батлер, 2-й маркиз Ормонд, 20-й граф Ормонд и 14-й граф Оссори (24 августа 1808 — 25 сентября 1854), старший сын и преемник предыдущего
- 1854—1919: Джеймс Батлер, 3-й маркиз Ормонд, 21-й граф Ормонд и 15-й граф Оссори (5 октября 1844 — 26 октября 1919), старший сын 2-го маркиза Ормонда
- 1919—1943: Артур Батлер, 4-й маркиз Ормонд, 22-й граф Ормонд и 16-й граф Оссори (23 сентября 1849 — 4 июля 1943), третий сын 2-го маркиза Ормонда
- 1943—1949: Джордж Батлер, 5-й маркиз Ормонд, 23-й граф Ормонд и 17-й граф Оссори (18 апреля 1890 — 21 июня 1949), старший сын 4-го маркиза Ормонда
  - Джеймс Энтони Батлер, Виконт Терлс (1916—1940), единственный сын предыдущего
- 1949—1971: Артур Батлер, 6-й маркиз Ормонд, 24-й граф Ормонд и 18-й граф Оссори (25 апреля 1893 — 17 апреля 1971), младший сын 4-го маркиза Ормонда
- 1971—1997: Батлер, Чарльз, 7-й маркиз Ормонд, 25-й граф Ормонд и 19-й граф Оссори (19 апреля 1899 — 25 октября 1997), младший сын преподобного Джеймса Теобальда Багота Джона Батлера (1852—1929) и леди Аннабеллы Бридон Гордон. Внук Джона Батлера, 2-го маркиза Ормонда. Он был дважды женат, имел двух дочерей от первого брака. После смерти 7-го маркиза Ормонда, не имевшего сыновей, титул пресёкся.